# Povestea oricui (album)
Povestea oricui este un album al formației românești Voltaj, lansat în anul 2004 prin intermediul casei de discuri Cat Music.

## Piese
1. Și ce? — 3:40
2. Toamnă-n 2 — 3:54
3. Povestea oricui — 3:33
4. Eu cu mine — 4:11
5. Prea scurtă — 3:42
6. Patapetine — 2:38
7. Jur — 4:03
8. Acolo — 3:36
9. Eu cu mine (Activ & Optic remix) — 3:39
10. Pe nori — 4:04